# Anson, Maine
Anson är en ort i Somerset County i delstaten Maine, USA.